# Rosental
Le Rosental est une partie de 118 hectares ressemblant à un parc dans le nord de la forêt alluviale de Leipzig en Saxe en Allemagne. Il est bordé par l' Elstermühlgraben au sud et à l'ouest, par la Parthe au nord et par le zoo de Leipzig à l'est.

## Histoire

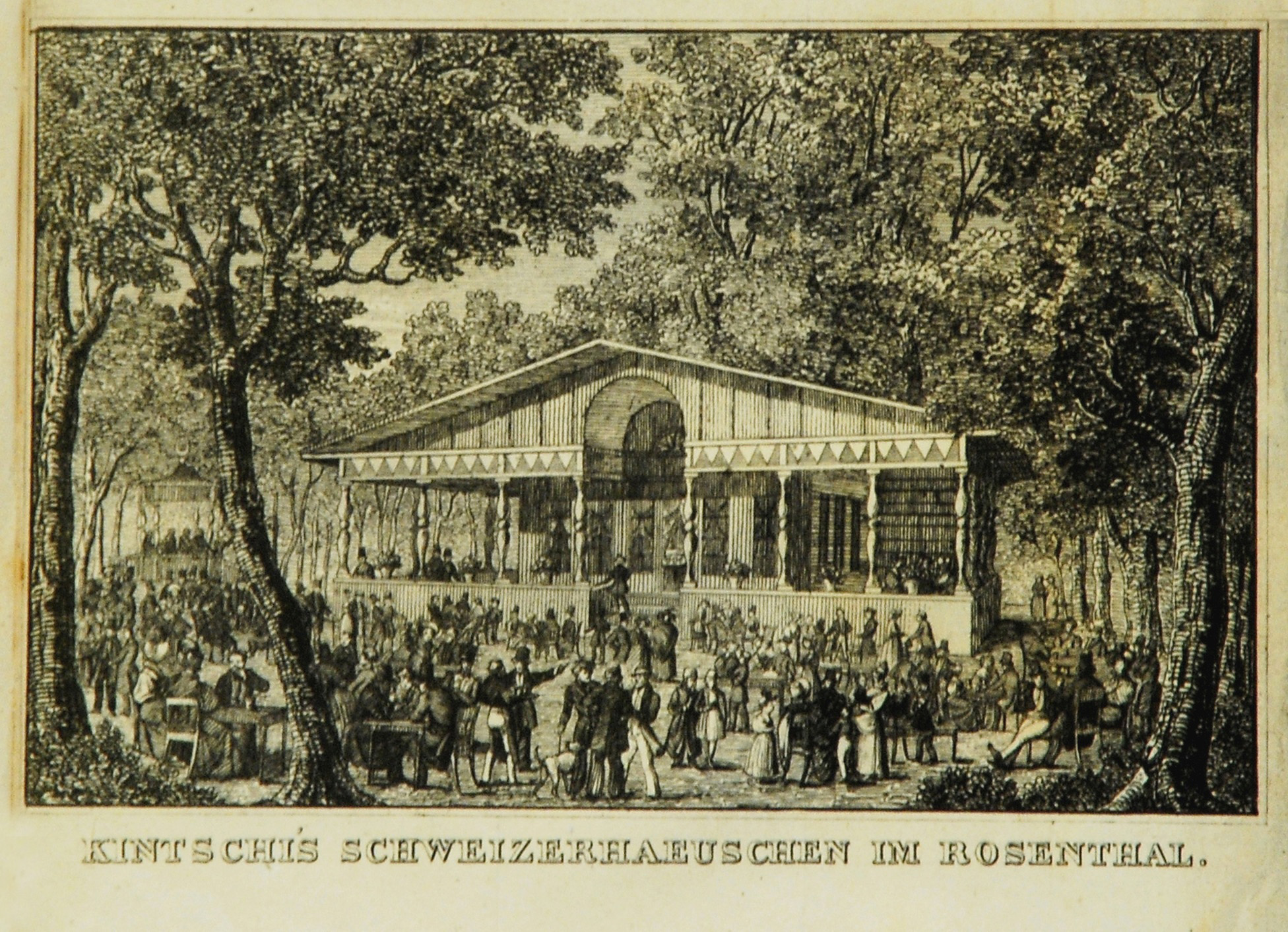
La « Maison suisse » à Rosental vers 1839.

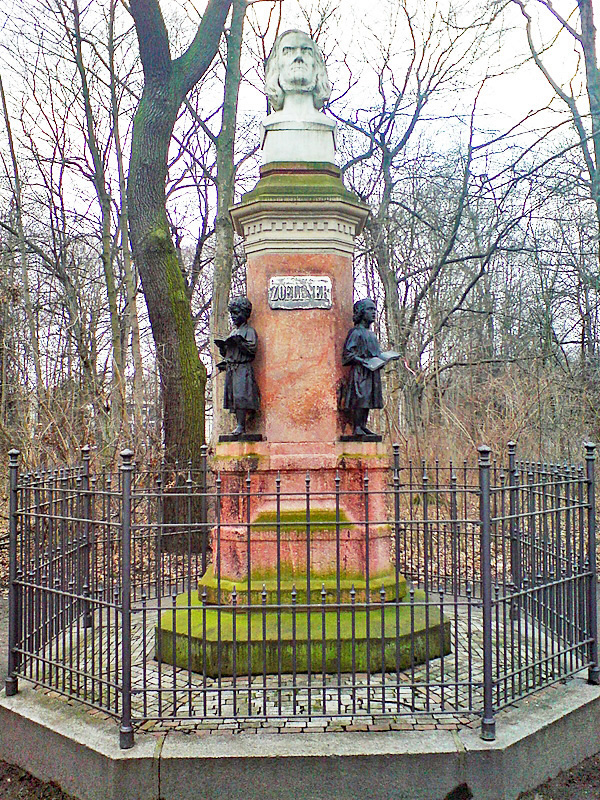
Monument à Carl Friedrich Zöllner du sculpteur Hermann Knaur (1868)

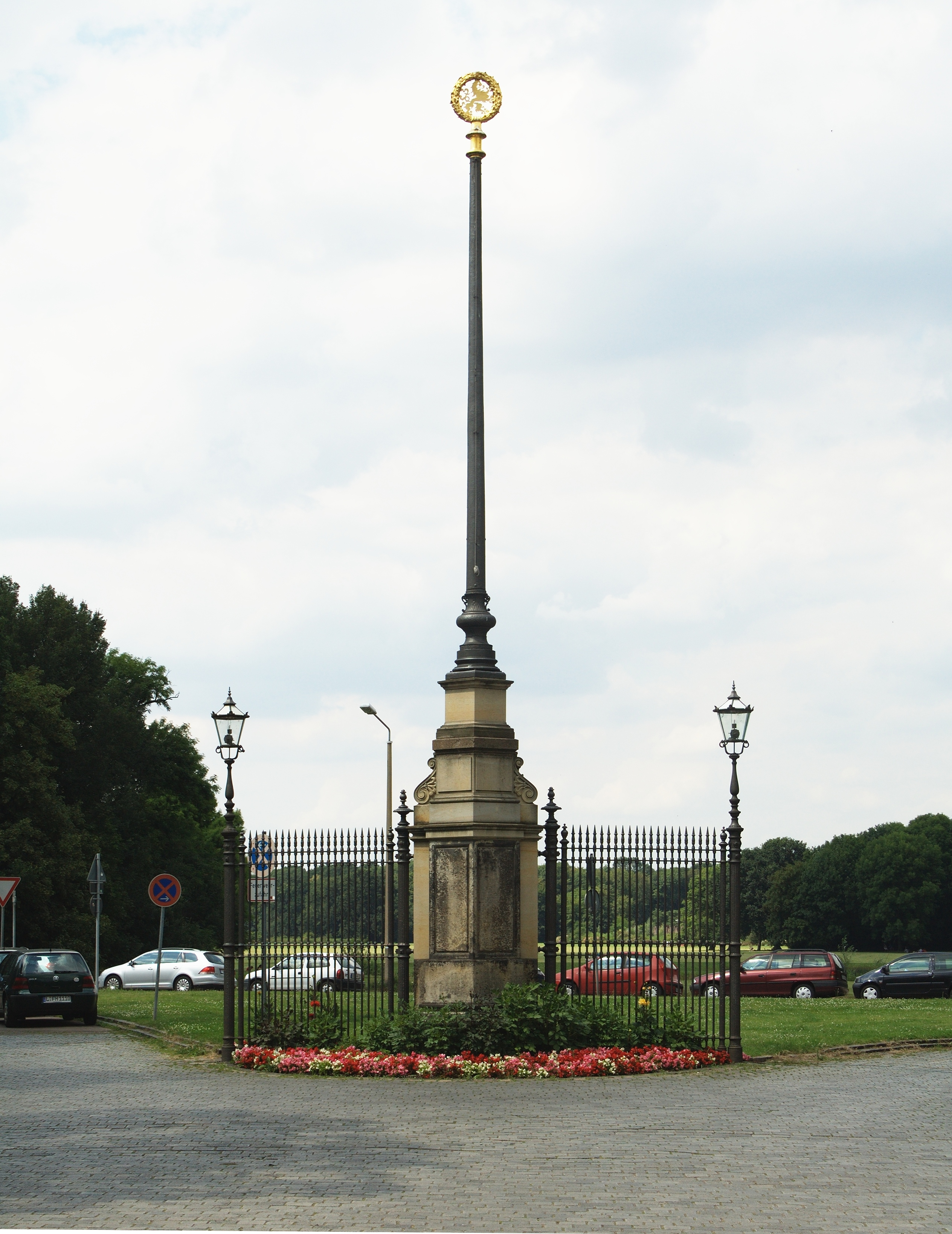
Entrée historique de la Rosental

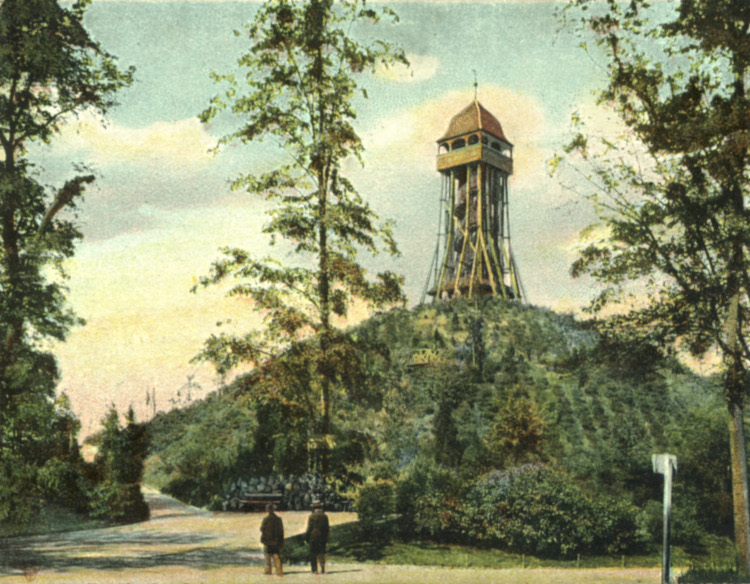
La tour Rosental sur la colline de Rosental vers 1900. La tour fut inaugurée le 22 juin 1896.

Le nom Rosental a été mentionné pour la première fois dans un document en 1318. De propriété des électeurs saxons, l'ancienne forêt commerciale a été vendue au conseil municipal de Leipzig le 1er septembre 1663 par l'électeur Jean-Georges II de Saxe. Étant donné que le prix d'achat convenu de 17 142 florins de Saxe a été déduit des dettes de l'électeur envers la ville, il ne reste au vendeur qu'un montant inférieur à 6 000 florins de Saxe. Son petit-fils Auguste II contesta plus tard cet accord et accusa le conseil municipal de Leipzig d'avoir obtenu frauduleusement le contrat. Le conseil dut alors commencer à réaménager le Rosental à partir de fin novembre 1707 selon un plan de Johann Christoph von Naumann. La grande prairie et treize couloirs visuels rayonnants, pour la plupart sans chemin (six sont encore visibles aujourd'hui), ont été creusés dans le Rosental. Les allées visaient des points d'intérêt de la région. À leur intersection, le plan prévoyait également un complexe de châteaux élaboré sur onze axes. Cependant, comme le financement des bâtiments devait provenir des caisses de la ville de Leipzig, le conseil municipal a tenté d'empêcher leur construction en invoquant les invasions de moustiques estivales, les inondations régulières et la prétendue menace de bandes de voleurs. Au final, seule une tour d'observation en bois a été construite. Cependant, Auguste II l'utilisa largement lors de ses séjours à Leipzig.

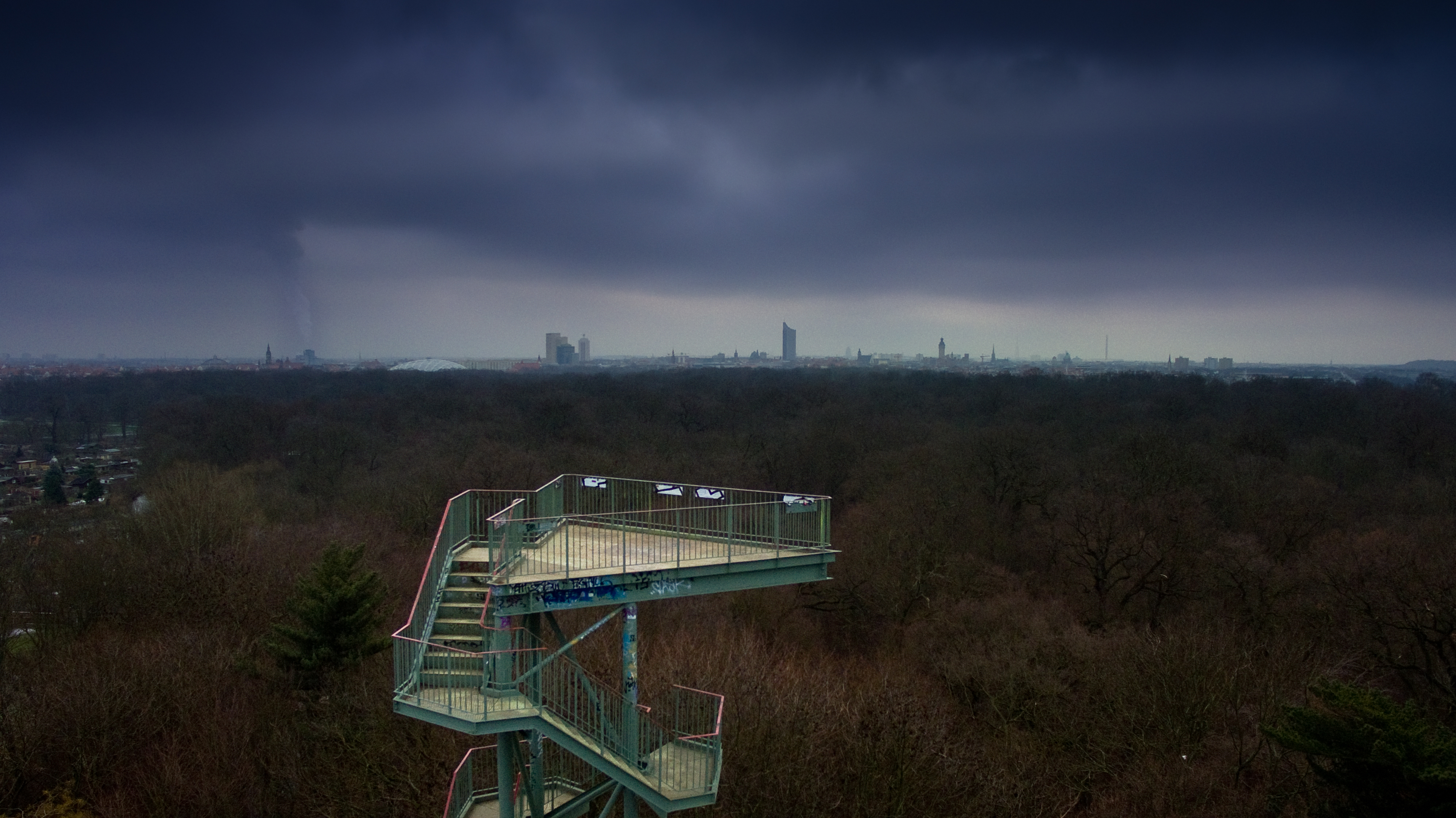
La nouvelle tour Rosental avec vue sur le centre-ville

En 1777, sur proposition du Hofrat Johann Gottlob Böhme, fut aménagé le Dammweg, le premier sentier pédestre à travers le Rosental. Il menait de Gohlis au Rosentaltor et fut encore aménagé pour les visiteurs en 1782 et 1824 avec l'ouverture de deux cafés (le Maison suisse ou Schweizerhäuschen et le Café Bonorand).
C'est à partir de 1837 que l'artiste jardinier Rudolph Siebeck a donné au Rosental sa conception actuelle en forme de parc. Un réseau irrégulier de sentiers et de nouvelles plantations ont altéré la configuration stricte du parc.
Sur son côté est, le Rosental a perdu une superficie plus grande en raison de plusieurs agrandissements du zoo de Leipzig. Cependant, avec le dernier agrandissement et l'achèvement associé de ce qu'on appelle la vitrine du zoo en 1976, une large ligne de tranchée entre le zoo et le Rosental, un aperçu de la population animale du zoo et une vue sur le paysage du Rosental sont désormais possibles pour les visiteurs du zoo.

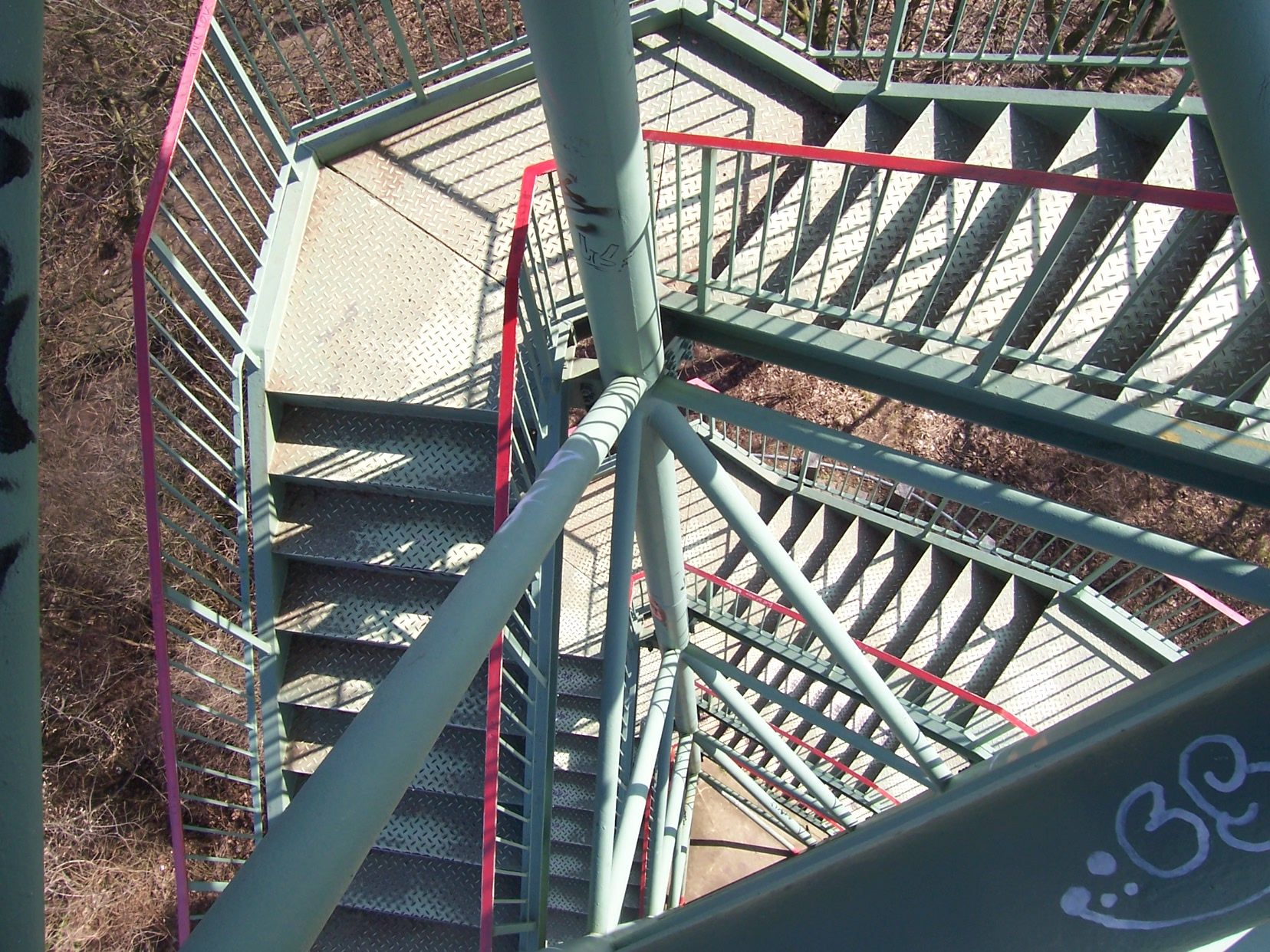
La nouvelle tour Rosental

Il y a une colline artificielle au nord-ouest de la Rosental. Entre 1887 et 1896, 120 000 m3  (60 000 charrettes tirées par des chevaux) de déchets ménagers y ont été déversés pour former la colline Rosental (« Scherbelberg ») de 20 mètres de haut. Celui-ci a été verdi à partir de 1895 et en 1896, une tour d'observation en bois de 15 mètres de haut a été construite sur la base d'un projet de Hugo Licht. La tour a complètement brûlé à la suite des bombardements intenses du 4 décembre 1943. Depuis 1975, une nouvelle tour d'observation en acier de 20 mètres de haut se dresse à cet endroit.

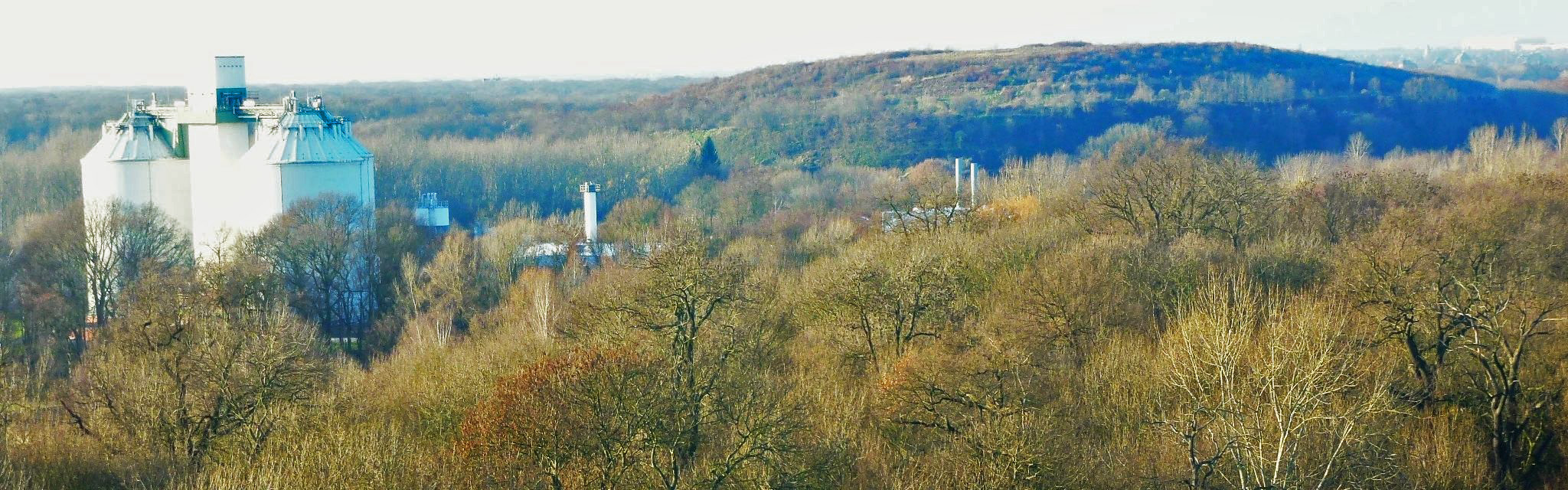
Vue depuis la tour Rosental jusqu'à la station d'épuration et le Nahleberg

À l'extrémité nord-ouest du Rosental se trouve la station d'épuration Rosental, l'installation centrale de traitement des eaux usées de la ville de Leipzig.
L’origine du nom Rosental est encore floue aujourd’hui. En 1714, le chroniqueur Johann Jacob Vogel écrivait dans le Leipzig Chronicon:

« Le Rosental porte le nom de promenades gracieuses, ombragées et gaies, tout comme les endroits drôles et agréables ailleurs portent le nom de paradis, ou comme les vignobles d'Iéna, de ce côté de la Saale, sont appelés les Rosenberge à cause de leur grâce. »

Dans le dictionnaire allemand des frères Grimm, l'origine est supposée être un mot slave :

« souvent comme nom de lieu. Cependant, la célèbre Rosenthal près de Leipzig (voir ALBRECHT 193b), une forêt urbaine, n'a rien à voir avec la rose, mais est peut-être une déformation étymologique populaire du slave. rozdot, dépression creuse, profonde et large. »

— Frères Grimm

## Leibniz et le Rosental
L'une des routes d'accès au Rosental est aujourd'hui la Leibnizstraße, qui se poursuit à l'intérieur du parc sous le nom de Leibnizweg.
Le philosophe et mathématicien Gottfried Wilhelm Leibniz, né à Leipzig, rapporte que dans les années 1660, alors qu'il avait une quinzaine d'années, il a connu le premier tournant de son développement philosophique lors d'une promenade dans le Rosental. À cette époque, il a (provisoirement) décidé de rejeter l' idée d'une forme substantielle qui était au cœur de la vision traditionnelle aristotélicienne.

« Etant emancipé des Ecoles Triviales (École latine), je tombay sur les modernes, et je me souviens que je me promenay seul dans un boscage aupres de Leipzig, appellé le Rosendal, à l’âge de 15 ans, pour delibérer si je garderois les Formes Substantielles. Enfin le Mechanisme prevalut et me porta à m’appliquer aux Mathematiques. »

— Gottfried Wiilhelm Leibniz à Nicolas-François Rémond de Montmort, 10 janvier 1714

## Événement
Depuis 2009, les concerts annuels en plein air Klassik airleben de l'Orchestre du Gewandhaus de Leipzig sur la grande prairie du parc Rosental attirent chaque année des dizaines de milliers d'auditeurs.